# François Dufault
François Dufault (francès: François du Fault)  (Bourges, 1604 - 1672)
François Dufault (o Dufaut) (abans 1604 (?) – ca. 1672?) fou un llaütista i compositor francès.
Dufault Va néixer en Bourges, França. Com a estudiant de Denis Gaultier, va gaudir d'una reputació excel·lent com un instrumentista, el qual és demostrat dins moltes fonts contemporànies on va ser descrit com un del més gran llaütistes del seu temps. Gairebé cap informació és conservada sobre la seva vida. Va morir, probablement durant el final del 1660s o la primeria de 1670s, dins Anglaterra.
De les seves feines ha sobreviscut una col·lecció de dotze composicions de llaüt en tablature a més unes quantes feines individuals dins manuscrit o altres recopilacions publicades per P. Ballard el 1631. Com la majoria dels grans compositors de la seva època, Dufaut va mostrar una certa inclinació per les harmonies i els colors erudits, sense abandonar la discreció i el refinament que caracteritzaven el seu art.

## Obra
Algunes de les obres per a llaüt, foren d'aproximadament 165 peces:
| - Suite en sol mineur: - Prélude - Allemande - Sarabande & Doble - Courante suedoise - Gigue - Tombeau de Monsieur Blancrocher - Suite en ut mineur: - Prélude - Allemande - Courent - Sarabande - Guigue | - Suite en la mineur: - Prélude - Allemande - Gigue - Courante - Courante - Sarabande - Suite en ut majeur: - Allemande - Sarabande - Gavotte - Sauterelle - Pavane en mi mineur |

## Discografia
- El 1976, Hopkinson Smith va gravar un disc sencer sota el segell Astrée/Auvidis, (ref. As 15), reeditat en CD el 1989 (ref. E 7735)
- Dufaut: 5 suites per a llaüt de Louis Pernot a Accord (Musidisc) (Ref: 200262 MU 750) enregistrades el 1988
- François Dufaut, Jacques Gallot Peces per a llaüt Pascal Montheilhet, disc Virgin
- El 2006, André Henrich va dedicar un disc sencer al compositor, el disc Aeolus.
- Les Accords Nouveaux II, CD de Sigrun Richter dedicat a les suites de René Mézangeau, Nicolas Bouvier, Mr Dubuisson (Étienne Houselot), Nicolas Chevalier i François Dufaut.